# DENK
DENK è un partito politico olandese, fondato il 9 febbraio 2015, che cura gli interessi della minoranza dei turchi e degli immigrati nei Paesi Bassi.
Leader del partito dal 2020 è Farid Azarkan.

## Risultati elettorali
| Elezione         | Voti    | %    | Seggi   |
| ---------------- | ------- | ---- | ------- |
| Legislative 2017 | 216 147 | 2,06 | 3 / 150 |
| Europee 2019     | 60 630  | 1,10 | 0 / 26  |
| Legislative 2021 | 211.237 | 2,03 | 2 / 150 |